# Neozygina abluta
Neozygina abluta är en insektsart som först beskrevs av Mcatee 1924.  Neozygina abluta ingår i släktet Neozygina och familjen dvärgstritar. Inga underarter finns listade i Catalogue of Life.